# SG Aulendorf
Die Sportgemeinschaft 1900 Aulendorf e.V. ist ein deutscher Sportverein mit Sitz in der baden-württembergischen Stadt Aulendorf im Landkreis Ravensburg. Die Abteilungen Fußball und Tennis sind neben dem Hauptverein in die Zweigvereine Sportgemeinschaft Aulendorf Fußball 1920 e.V. und Sportgemeinschaft Aulendorf Tennis 1974 e.V. aufgeteilt.

## Geschichte
Die Sportgemeinschaft entstand im Jahr 1934 aus dem Zusammenschluss von sämtlichen Aulendorfer Sportvereinen.

### Fußball
Die Geschichte der Abteilung beginnt bei der Gründung des Aulendorfer Fußballvereins im Mai 1920. Nachdem es jedoch zu keinem wirklich geregelten Spielbetrieb kam, verfiel der Verein nach und nach. Dies wurde mit einer Wiedergründung im Januar 1925 gestoppt und mit dem Betritt zum Oberschwäbischen Fußballbund wurde man auch in die C-Klasse eingegliedert. Dort sollte es nur bis ins Jahr 1927 dauern, bis erstmals eine Meisterschaft eingefahren werden konnte.
Ab der Saison 1949/50 wechselte der Klub zwischen A-Klasse und der Bezirksklasse bzw. später der 2. Amateurliga. Hatte man hier in der Saison 1974/75 noch mit dem dritten Platz die Meisterschaft verpasst, gelang dies jedoch in der Folgesaison. Damit stieg das Team zur Saison 1976/77 erstmals in die drittklassige 1. Amateurliga Schwarzwald-Bodensee auf. Gleich in der ersten Saison gelang hier der fünfte Platz, dies hatte man dem Verein vorher nicht zugetraut. Die Saison 1977/78 war dann die letzte Saison der 1. Amateurliga, nach der die Vereine zur nächsten Spielzeit in neue Spielklassen übergingen. Mit 17:47 Punkten reichte es nur für den 16. Platz. Damit ging es für die verbliebenen Spieler zur nächsten Saison in die nun fünftklassige Landesliga, aus der man aber direkt in die Bezirksliga abstieg. Hiernach gelang es dann nochmal von 1981 bis 1983 in die Landesliga zurückzukehren. Seither spielte der Verein noch mehrfach in der Bezirksliga Bodensee (1983–1990, 1991–1993, 2013–2018), ansonsten in den darunterliegenden Kreisligen A und B.